# Dan Bylsma
Dan Brian Bylsma (* 19. September 1970 in Grand Haven, Michigan) ist ein ehemaliger US-amerikanischer Eishockeyspieler und jetziger -trainer. Von 2009 bis 2014 trainierte er die Pittsburgh Penguins in der National Hockey League (NHL) und gewann mit ihnen im Jahre 2009 den Stanley Cup. Zudem fungierte er von Mai 2015 bis April 2017 bei den Buffalo Sabres und von Mai 2024 bis April 2025 bei den Seattle Kraken als Cheftrainer in der NHL.

## Karriere als Spieler
Dan Bylsma begann seine Karriere als Eishockeyspieler in der Mannschaft der Bowling Green State University, für die er von 1988 bis 1992 aktiv war. In diesem Zeitraum wurde er im NHL Entry Draft 1989 in der sechsten Runde als insgesamt 109. Spieler von den Winnipeg Jets ausgewählt, für die er allerdings nie spielte. Stattdessen spielte der Angreifer von 1992 bis 1994 für deren Farmteams, die Greensboro Monarchs aus der East Coast Hockey League, sowie die American-Hockey-League-Teams Rochester Americans, Moncton Hawks, Albany River Rats und Moncton Hawks. Am 7. Juli 1994 erhielt der Linksschütze einen Vertrag bei den Los Angeles Kings, für die er in der Saison 1995/96 sein Debüt in der National Hockey League gab, wobei er in vier Spielen punkt- und straflos blieb. In seinen ersten beiden Spielzeiten im Franchise der Kings spielte er hauptsächlich für deren Farmteam aus der International Hockey League, die Phoenix Roadrunners.
Nach vier weiteren Jahren bei den Los Angeles Kings aus der NHL unterschrieb Bylsma im Sommer 2000 bei deren Ligarivalen, den Mighty Ducks of Anaheim, mit denen er in der Saison 2002/03 das Finale um den Stanley Cup erreichte, in dem er mit seiner Mannschaft den New Jersey Devils nur knapp mit 3:4 unterlag. Nach der folgenden Spielzeit beendete er seine Laufbahn als Spieler.

## Karriere als Trainer
Unmittelbar an sein letztes Jahr als Aktiver begann Bylsma mit seiner Trainerkarriere und arbeitete in der Saison 2004/05 als Assistenztrainer für das AHL-Farmteams seines Ex-Clubs Mighty Ducks of Anaheim, die Cincinnati Mighty Ducks, für die er im Vorjahr selbst noch gespielt hatte. In der Saison 2005/06 stand der US-Amerikaner bei den New York Islanders aus der National Hockey League als Assistenztrainer unter Vertrag. Im Sommer 2007 wechselte der ehemalige Flügelspieler zum Franchise der Pittsburgh Penguins, für deren AHL-Farmteam, die Wilkes-Barre/Scranton Penguins er anschließend je ein Jahr lang als Assistenztrainer und Chefcoach arbeitete. Am 15. Februar 2009 übernahm Bylsma das Amt des entlassenen Cheftrainers der Pittsburgh Penguins, die er am Ende der Saison 2008/09 zum dritten Stanley-Cup-Erfolg seit ihrer Gründung führte.
Im März 2011 wurde sein Vertrag in Pittsburgh um drei Jahre bis zum Saisonende 2013/14 verlängert. Als im Juni 2014 Jim Rutherford als neuer General Manager bei den Penguins übernahm, wurde Bylsma entlassen. Zu diesem Zeitpunkt war er der Trainer mit der höchsten Siegquote in der Geschichte des Franchise.
Nach einem Jahr Auszeit wurde er im Mai 2015 als neuer Trainer der Buffalo Sabres vorgestellt. Die Sabres betreute er zwei Saisons, in denen diese jeweils die Playoffs deutlich verpassten und Bylsma schließlich im April 2017 entlassen wurde.
Im Juni 2018 wurde er Assistenztrainer bei den Detroit Red Wings. Nach dem Ende der Saison 2020/21 wurde sein Vertrag dort nicht verlängert. Nach einem Jahr als Assistenztrainer bei den Charlotte Checkers in der American Hockey League (AHL) wurde er in der gleichen Liga im Juni 2022 erster Cheftrainer der Coachella Valley Firebirds. Von dort gelang ihm nach zwei Jahren die Rückkehr in die NHL, indem er die Nachfolge von Dave Hakstol beim NHL-Kooperationspartner der Firebirds antrat, den Seattle Kraken. Nach einer Saison jedoch, in der die Kraken die Playoffs deutlich verpassten, wurde Bylsma bereits wieder entlassen.

## Erfolge und Auszeichnungen
- 2009 Stanley-Cup-Gewinn mit den Pittsburgh Penguins
- 2011 Jack Adams Award
- 2018 Bronzemedaille bei der Weltmeisterschaft (als Assistenztrainer)

## NHL-Statistik

### Als Trainer
S=Siege; N=Niederlagen; OTL=Niederlage in Verlängerung bzw. Shootout; Pts=Punkte